# Soulseek
Soulseek é uma rede de compartilhamento de arquivos criada em 2002 por Nir Abel para a troca de músicas, acessível por softwares cliente de mesmo nome.
Caracteriza-se pelo grande número de arquivos raros e principalmente música alternativa.
O software cliente possui uma interface simplificada e permite a adição de usuários a uma lista de contatos, similar às utilizadas em instant messengers. É possível definir permissão de acesso aos arquivos pessoais do usuário a somente pessoas pertencentes à sua lista de contatos.
Também há na rede Soulseek um serviço de chat no modelo IRC, que possibilita uma melhor interação entre os usuários, que também podem criar seus próprios canais de bate-papo.
Existem duas versões da rede e do cliente: a 156, mais antiga, porém com um sistema de busca defasado; e a versão 157, que apresenta melhorias em relação à versão anterior. As duas redes são distintas e inalcançáveis entre si, ou seja, usuários da 156 não interagem com usuários da 157 e vice-versa. Em 2011 havia 5 vezes mais clientes na 157, e o desenvolvimento da 156 parou em 2008, sendo que o único cliente oficial com desenvolvimento ativo é o SoulseekQT.

## Outros clientes
- Nicotine (Cliente Livre OpenSource)
- Nicotine+